# Юст Гусаковський
Юст Гусаковський ЧСВВ (пол. Justus Husakowski; 1746 — 14 вересня 1806, Почаїв) — руський церковний діяч, священник-василіянин, останній протоархимандрит Василіянського Чину (1802–1804) перед його скасуванням в Російській імперії.

## Життєпис
Народився 1746 року. У 1769 році вступив до Василіянського Чину в Руській провінції. Богослов'я вивчав у монастирі Святого Юра Львові (у 1776 році був на 4 році богослов'я). Після священничих свячень був провінційним нотарем.
На капітулі Руської провінції 1784 року в Загорові був вибраний провінційним секретарем і з цього уряду брав участь у генеральній капітулі в Жидичині 1788 року, на якій його вибрали протоконсультором (вікарієм) провінції. Делегати провінційної капітули в Почаєві 1792 року вибрали о. Юста Гусаковського протоігуменом Руської провінції. У 1793 році склав присягу на вірність Російській імперії, але це не врятувало його від імператорського указу 1795 року, який скасовував централізоване урядування у Василіянському Чині, а монастирі підпорядковував владі Полоцького архієпископа Іраклія Лісовського.
11 грудня 1800 року декретом імператора Павла І василіяни були звільнені з-під влади архієпископа Лісовського і Юст Гусаковський поновився на уряді протоігумена. 8 вересня 1802 року на останній генеральній капітулі Василіянського Чину в Тороканах був обраний останнім його протоархимандритом. Але на цьому уряді пробув лише два роки так і не отримавши затвердження від імператора, а навпаки 1 березня 1804 року Олександр I скасував уряд протоархимандрита ЧСВВ в Російській імперії.
Помер 14 вересня 1806 року в Почаєві.